# ريكاردو فاز تي
ريكاردو فاز تي (بالبرتغالية: Ricardo Vaz Tê‏)، من مواليد 1 أكتوبر 1986 في لشبونة في البرتغال، لاعب كرة قدم برتغالي.
بدأ مسيرته الكروية مع نادي فارينسي في موسم 2002/2003، وفي عام 2003 انتقل إلى نادي بولتون واندررز الإنجليزي، وهو يلعب معهم حتى الآن، وفي عام 2007 أعير إلى نادي هال سيتي، ولعب معهم 6 مباريات.

## روابط خارجية
- ريكاردو فاز تي على موقع اتحاد تركيا (لاعب) (الإنجليزية)
- ريكاردو فاز تي على موقع قاعدة بيانات كرة القدم.إي يو (الإنجليزية)
- ريكاردو فاز تي على موقع Soccerbase.com (لاعب) (الإنجليزية)
- ريكاردو فاز تي على موقع Soccerway.com (الإنجليزية)
- ريكاردو فاز تي على موقع عالم كرة القدم.نت (الإنجليزية)
- ريكاردو فاز تي على موقع كووورة
- ريكاردو فاز تي على موقع AS.com (الإسبانية)